# Liste der Monuments historiques in Regniowez
Die Liste der Monuments historiques in Regniowez führt die Monuments historiques in der französischen Gemeinde Regniowez auf.

## Liste der Objekte
| Bezeichnung                                      | Beschreibung                            | Standort                         | Kennzeichnung | Schutzstatus | Datum     | Bild |
| ------------------------------------------------ | --------------------------------------- | -------------------------------- | ------------- | ------------ | --------- | ---- |
| Orgel                                            | Ensemble aus PM08000411 und PM08000412  | in der Kirche Ste-Trinité (Lage) | PM08000701    | Classé       | 1971 1980 |      |
| Orgelprospekt                                    | aus dem 18. Jahrhundert, 1841 erweitert | in der Kirche Ste-Trinité (Lage) | PM08000411    | Classé       | 1971      |      |
| Instrumentalteil der Orgel                       | aus dem 18. Jahrhundert, 1841 erweitert | in der Kirche Ste-Trinité (Lage) | PM08000412    | Classé       | 1980      |      |
| Skulpturengruppe Bekehrung des heiligen Hubertus | Holz, farbig gefasst, 18. Jahrhundert   | in der Kirche Ste-Trinité (Lage) | PM08000410    | Classé       | 1964      |      |